# Ансамбль Першоцвіт

### Народний аматорський фольклорний ансамбль "Першоцвіт"[1]
почав свій творчий шлях ще у далекому 1984 році в селі Кочережки Павлоградського району Дніпропетровської області. (Датою офіційного заснування вважається 5 грудня 1984 року). 
Ансамбль "Першоцвіт" - справжній амбасадор козацької культури в регіоні і у всій країні. Репертуар ансамблю увібрав у себе пісні різних історичних періодів, але особливий акцент приділено козацькій добі. Колектив налічує у своєму виконанні близько 20 українських козацьких пісень Дніпропетровщини, які міжурядовий комітет із охорони нематеріальної культурної спадщини ЮНЕСКО вніс до переліку об'єктів світової культурної спадщини, яка потребує термінової охорони. Ці пісні можуть варіюватися за стилем, мелодією та мовою, але завжди носять у собі унікальний характер та спадщину Дніпропетровщини. Це музичне джерело стає важливою частиною культурного доробку регіону та сприяє збереженню і передачі історичних традицій майбутнім поколінням.

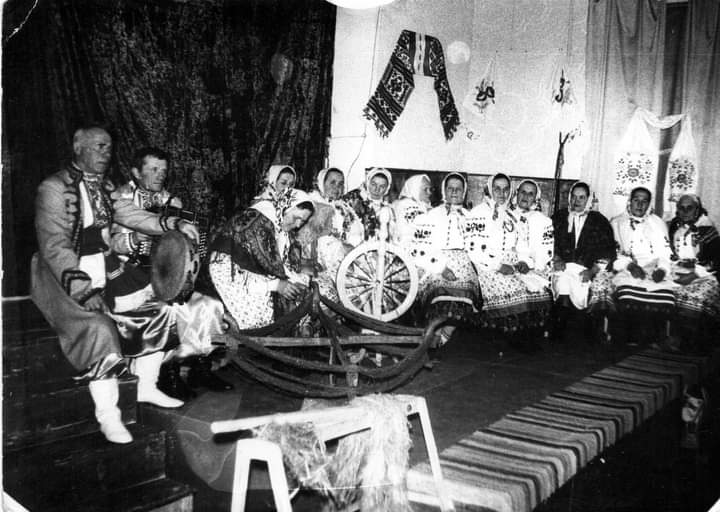
Перший склад учасників ансамблю, творці "Першоцвіту"

Володимир Кравченко є незмінним керівником ансамблю від виконання першої пісні і до сьогодні (2024 рік). Жива, творча енергія та пристрасть керівника до народної пісні стали ключовими факторами, які зробили "Першоцвіт" справжнім скарбом української культури. Учасники колективу всіх років його існування були і є жителі села Кочережки. Колектив підкорює сцени районних, обласних, всеукраїнський фестивалів та конкурсів, де стає їх переможцем. Має безліч нагород та головне - народне визнання.  

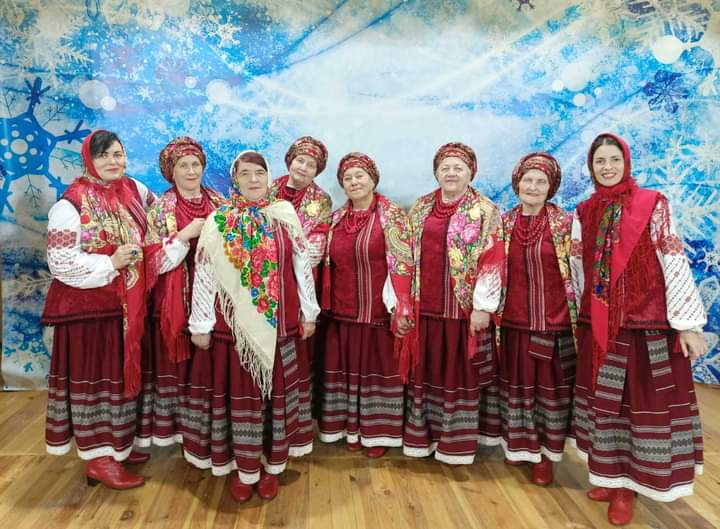
"Першоцвіт". 2023 рік.

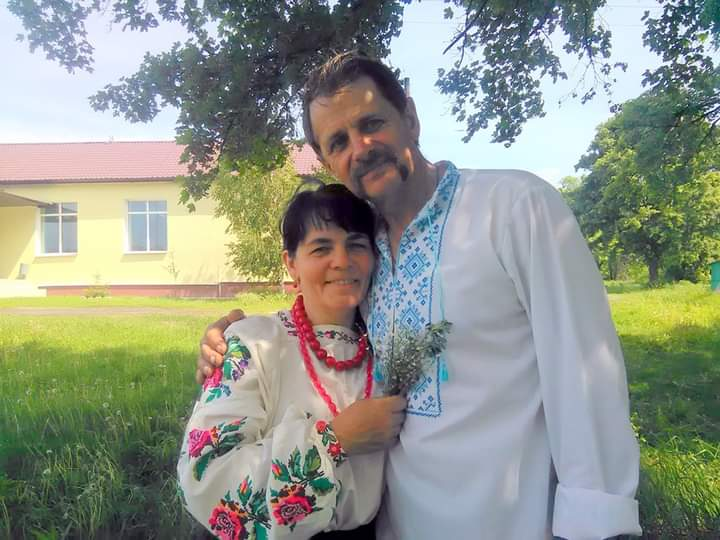
Володимир Кравченко (керівник ансамблю) з дружиною Наталею (учасниця "Першоцвіту")